# Hrabstwo Chattahoochee

Piramida wieku hrabstwa

Hrabstwo Chattahoochee (ang. Chattahoochee County) – hrabstwo w stanie Georgia w Stanach Zjednoczonych.

## Geografia
Według spisu z 2000 r. obszar całkowity hrabstwa obejmuje powierzchnię 251,17 mil2 (650,53 km²), z czego 248,77 mil2 (644,31 km²) stanowią lądy, a 2,40 mil2 (6,22 km²) stanowią wody. Według szacunków United States Census Bureau w roku 2009 miało 14 402 mieszkańców. Jego siedzibą administracyjną jest Cusseta.

### Miejscowości
- Cusseta
- Fort Benning South (CDP)

### Sąsiednie hrabstwa
- Hrabstwo Muscogee (północ)
- Hrabstwo Talbot (północny wschód)
- Hrabstwo Marion (wschód)
- Hrabstwo Stewart (południe)
- Hrabstwo Russell, Alabama (zachód)